# Kigombe (Muhoza)
Kigombe ist eine von vier Zellen (Verwaltungseinheiten 4. Ebene) im Sektor Muhoza des Distrikts Musanze in der Nordprovinz von Ruanda. Sie liegt auf einer Höhe von etwa 1710 m. Nachbarzellen sind im Norden Mpenge, im Nordosten Cyabararika, im Osten Kabirizi, im Südosten Nyarubuye, im Südwesten Mburabuturo, im Nordwesten Ruhengeri und im Norden Rwebeya. Die Ostgrenze zu Cyabararika bildet der Mpenge, der im Süden in den Mukungwa mündet. Dieser fließt nach Westen und bildet die Südgrenze zur Nachbarzelle Nyarubuye des Sektors Rwaza.
Entlang der Nordgrenze und weiter durch den Osten von Kigombe verläuft die asphaltierte Nationalstraße 2. Im Norden von Kigombe geht von dieser die Nationalstraße 17 ab, die entlang der Nordwestgrenze der Zelle führt.
An der Nationalstraße 2 südlich der Kreuzung befindet sich das Ruhengeri-Krankenhaus, das noch zur belgischen Kolonialzeit im Jahr 1939 erbaut wurde. Aufgrund der durch den Bevölkerungswachstum nicht mehr ausreichenden Kapazität ist ein Ausbau im Rahmen eines 2023 mit der Agence Française de Développement (AFD, staatliche französische Entwicklungshilfeagentur) unterzeichneten 91 Millionen Euro umfassenden Infrastrukturprojekts geplant. Dadurch soll die Bettenzahl von 320 auf 550 steigen.
In Kigombe befindet sich auch die Musanze Correctional Facility. Die Strafvollzugsanstalt wurde 1935 mit einer Kapazität für rund 800 Gefangene errichtet. Nach dem Völkermord an den Tutsi 1994 wurde sie auf eine Kapazität von über 2200 Personen erweitert.